# Koń meklemburski

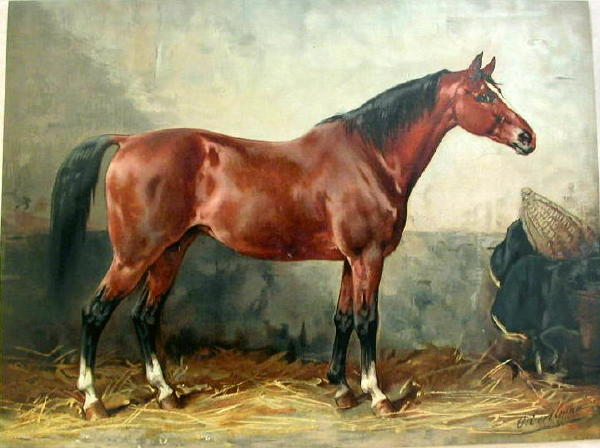
Koń meklemburski

Koń meklemburski pochodzi z Niemiec, jest używany jako koń wierzchowy, ale dawniej używano go jako konia pociągowego lub do celów wojskowych. Przed zjednoczeniem Niemiec koń meklemburski był uważany za wschodnioniemiecką wersję konia hanowerskiego. Obie rasy mają te same korzenie i obie krzyżowano z końmi holsztyńskimi, końmi trakeńskimi i końmi pełnej krwi angielskiej.

## Pokrój
Pokrój tej rasy jest podobny do pokroju konia hanowerskiego. Głowa o średniej wielkości i prostym profilu. Sylwetka zwarta z głęboką klatką piersiową i mocno zaznaczonym kłębem. Kończyny mocne o prawidłowej postawie ze zdrowymi i okrągłymi kopytami oraz łopatkami ustawionymi pod ładnym, ukośnym kątem.

## Ogólne dane
Typ rasowy – gorącokrwisty
Pochodzenie – Niemcy
Występowanie – Niemcy
Maść – gniada, kara lub kasztanowata
Wysokość w kłębie – 1,54 - 1,65 m
Typ użytkowy i przydatność – koń wierzchowy
Waga – lekka
- Źródło: Alberto Soldi "Konie", przeł. Monika Koch, wyd. Świat Książki 2007